# Ionopsis
Ionopsis é um género botânico pertencente à família das orquídeas (Orchidaceae). Foi proposto por Kunth em Nova Genera et Species Plantarum (4ª ed.) 1: 348, t. 83, em 1815, ao descrever a Ionopsis pulchella Kunth, que é a espécie tipo. O nome deste gênero refere-se às suas flores que lembram violetas.

## Distribuição
Ionopsis agrupa seis miniaturas epífitas, de crescimento cespitoso distribuídas do sul da Flórida e Antilhas ao Paraguai, três delas registradas para o Brasil. Extensamente dispersas até a altitude de oitocentos metros, no Brasil podem ser encontradas hospedando-se em laranjeiras, pitangueiras, goiabeiras e cafezais.

## Descrição
Algumas das espécies deste gênero podem ser facilmente reconhecidas por produzirem panículas de flores lilases gigantescas, quando comparadas com o tamanho da planta.
Seus diminutos pseudobulbos, que possuem uma única folha espessa ou teretiforme, são protegidos por Baínhas foliares coriáceas. Da axila dessas Baínhas brota a inflorescência, ereta ou arqueada, paniculada com poucas ou muitas flores.
As flores, róseas ou brancas, possuem sépalas laterais unidas na base formando curto e largo saco ou esporão mentiforme, sempre mais curto do que o ovário, labelo bastante grande em relação aos demais segmentos, unguiculado e plano e ovalado, levemente bilobulado na extremidade. A coluna apresenta prolongamento podiforme e duas polínias.

## Filogenia
Ionopsis, junto com Diadenium, Comparettia, Scelochilus e Neokoehleria, faz parte de um dos sete subclados de pequeno gêneros, que se constitui em um dos cerca de dez clados da subtribo Oncidiinae, cujos relacionamentos e classificação, segundo critérios filogenéticos, ainda não estão bem delimitados.

## Lista de espécies
1. Ionopsis burchellii  Rchb.f. (1876)
2. Ionopsis minutiflora (Dodson & N.Williams) Pupulin (1998)
3. Ionopsis papillosa Pupulin (1998)
4. Ionopsis satyrioides  (Sw.) Rchb.f.  (1863)
5. Ionopsis utricularioides  (Sw.) Lindl. (1826)
6. Ionopsis zebrina  Kraenzl. (1920)